# Fossiele planten

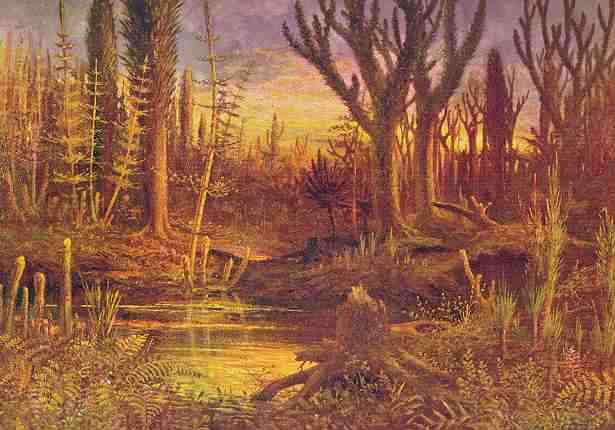
Devoon landschap met vegetatie

Fossiele planten zijn fossiele overblijfselen van (delen van) planten of afdrukken daarvan. Vaak zijn dit afdrukken of indrukken van plantenresten, terwijl de resten zelf zijn omgezet in mineralen zoals grafiet. Zo bestaat steenkool voor een groot gedeelte uit grafiet.

## Vindplaats
Fossielen van planten worden meestal aangetroffen in tijdens overstromingen afgezet slib en zand, waarin de resten afgesloten waren van zuurstof waardoor rotting geen kans krijgt. Tijdens de ijstijd in het Carboon vonden overstromingen plaats als gevolg van de cyclische bewegingen van het eustatische zeeniveau. De cyclische afzettingen die daar het gevolg van zijn worden cyclothemen genoemd. Dikke pakketten steenkool (samengeperste plantenresten) en kwartsiet (versteend zandhoudend slib) wisselen elkaar in tijdens overstromingen gevormde afzettingen af.
Paleobotanie is de wetenschap die zich specifiek bezighoudt met het onderzoek van fossiele planten. De fossiele plantenafdrukken zijn te vinden in het contactgebied tussen de steenkool en het kwartsiet. Ook in bruinkool-afzettingen zijn vaak plantenfossielen te vinden, waarbij het fossilisatieproces nagenoeg hetzelfde is als die uit het Carboon, maar minder ontgassing heeft plaatsgevonden. Het slib is dan afgezet door rivieren in een moerasachtige- of mangrovegebied.

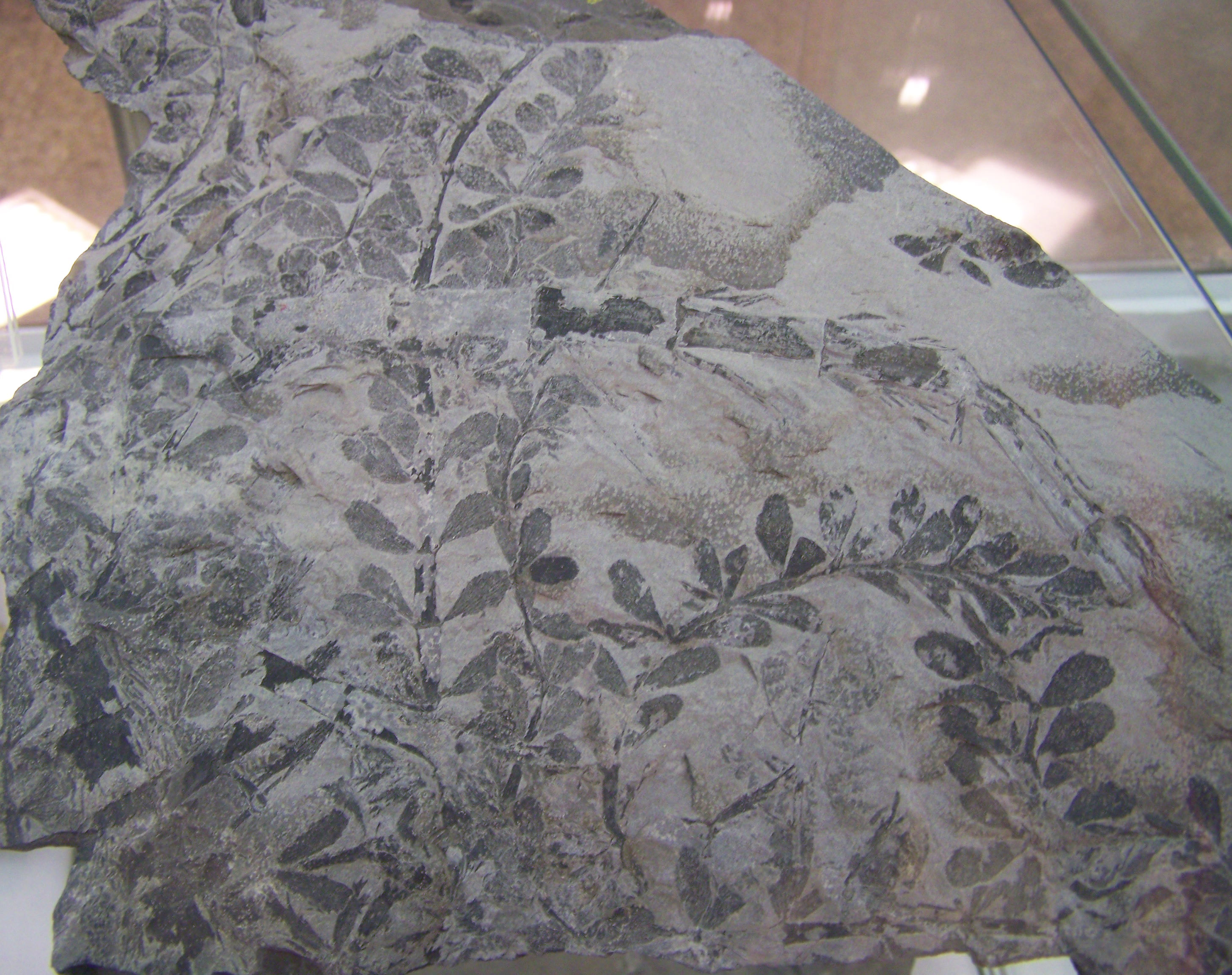
Sphenophyllum miravallis, Boven-Carboon
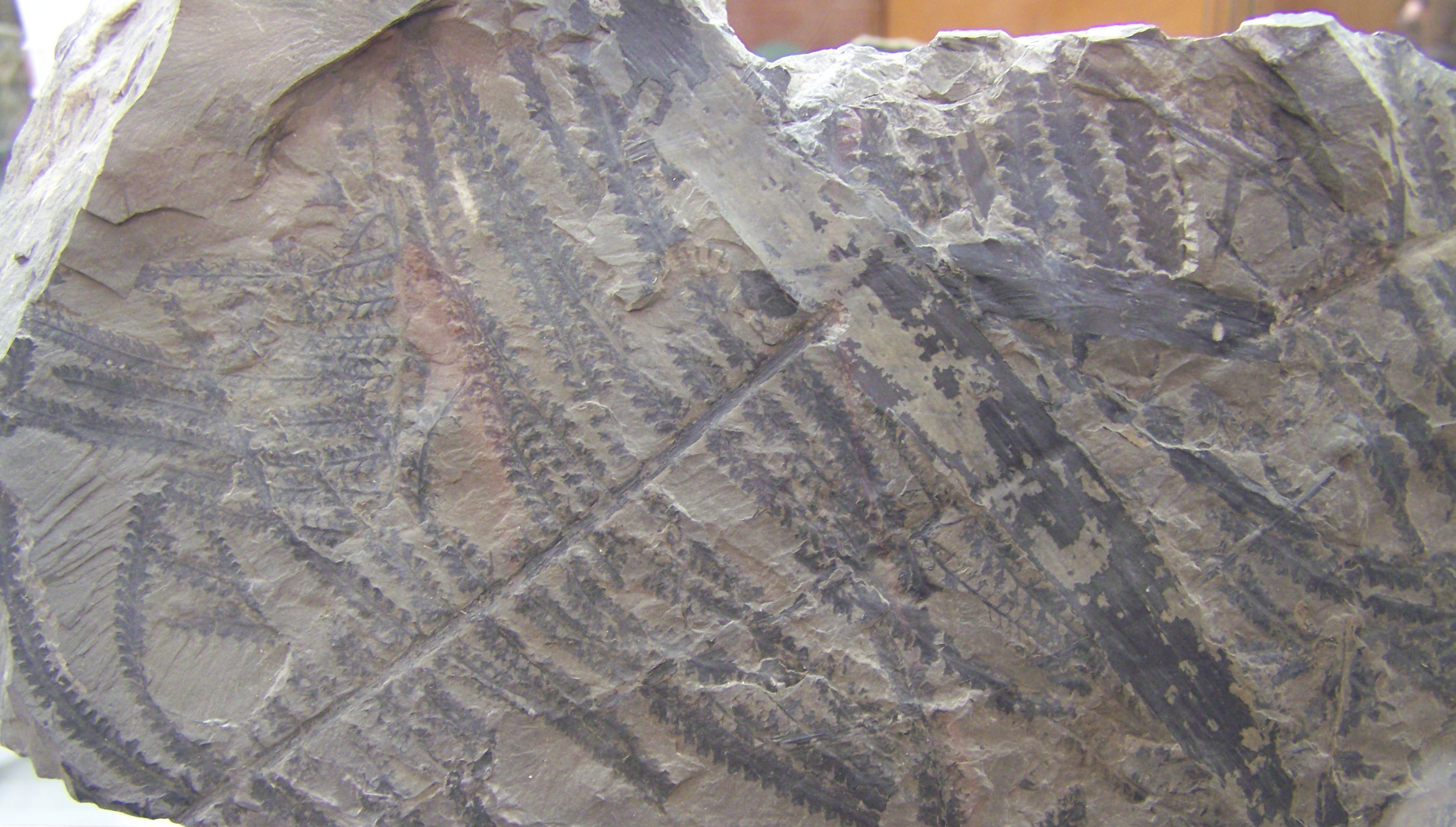
Alloiopteris erosa, Boven-Carboon
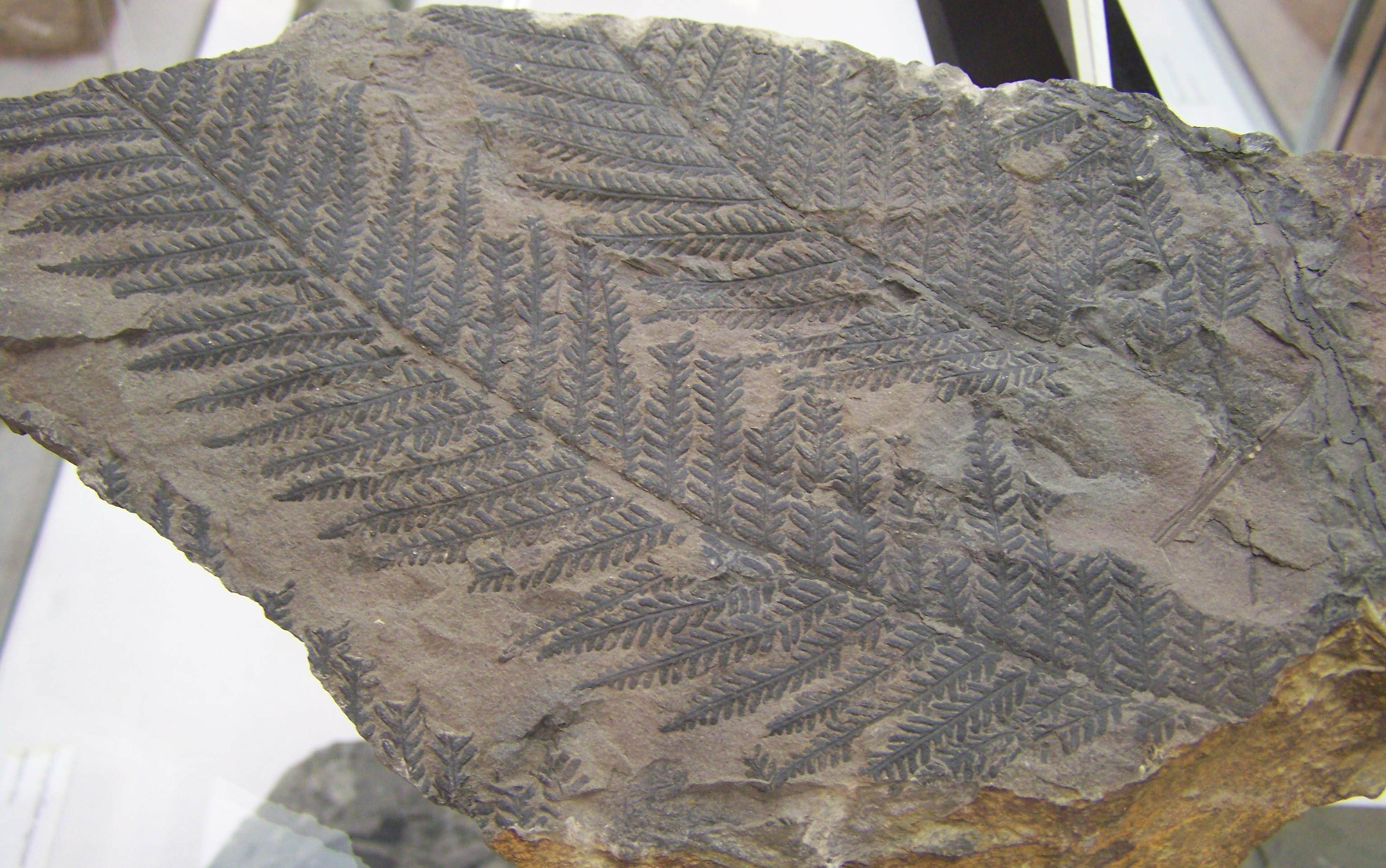
Senftenbergia plumosa, Boven-Carboon
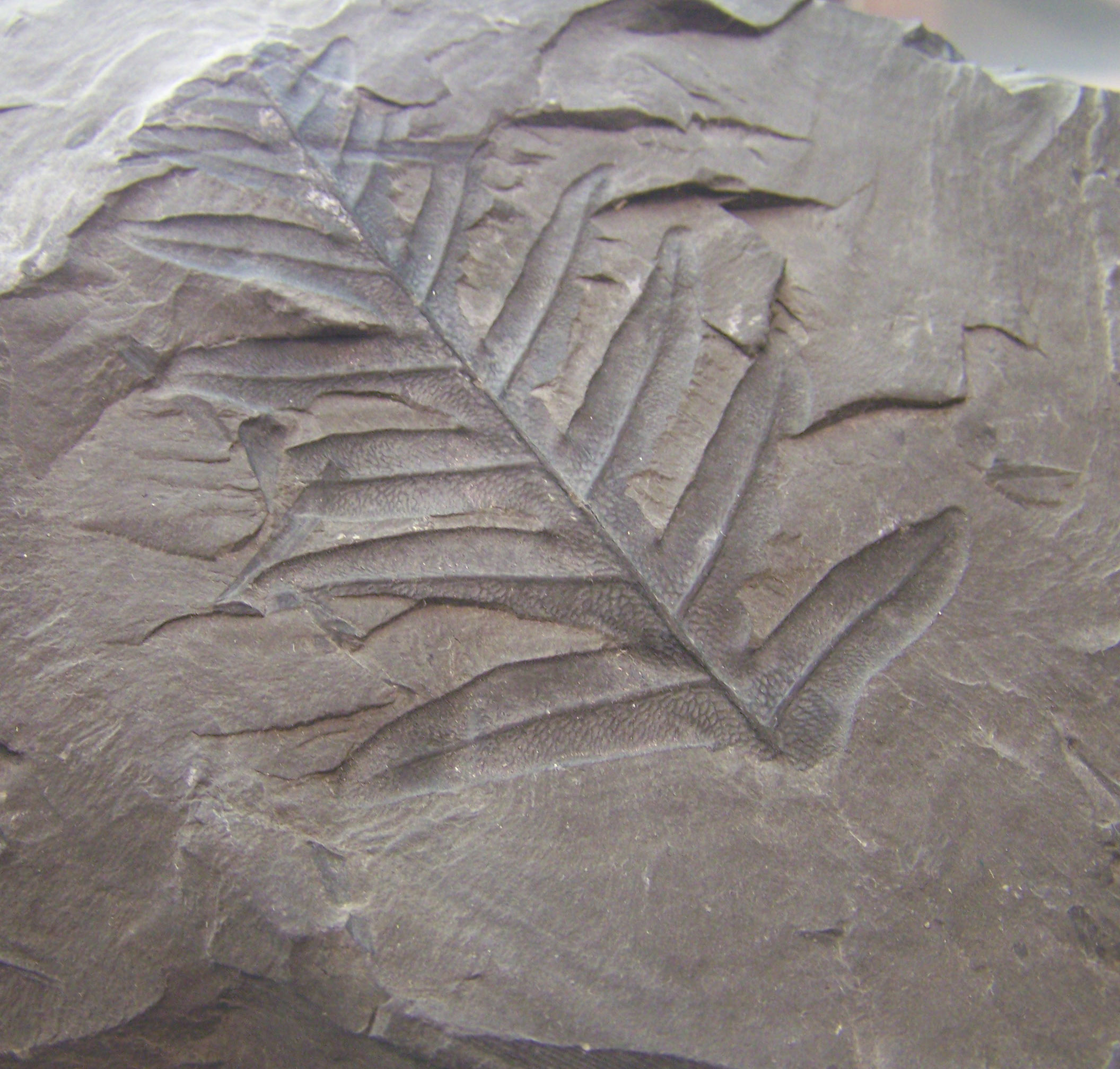
Lonchopteris rugosa, Boven-Carboon
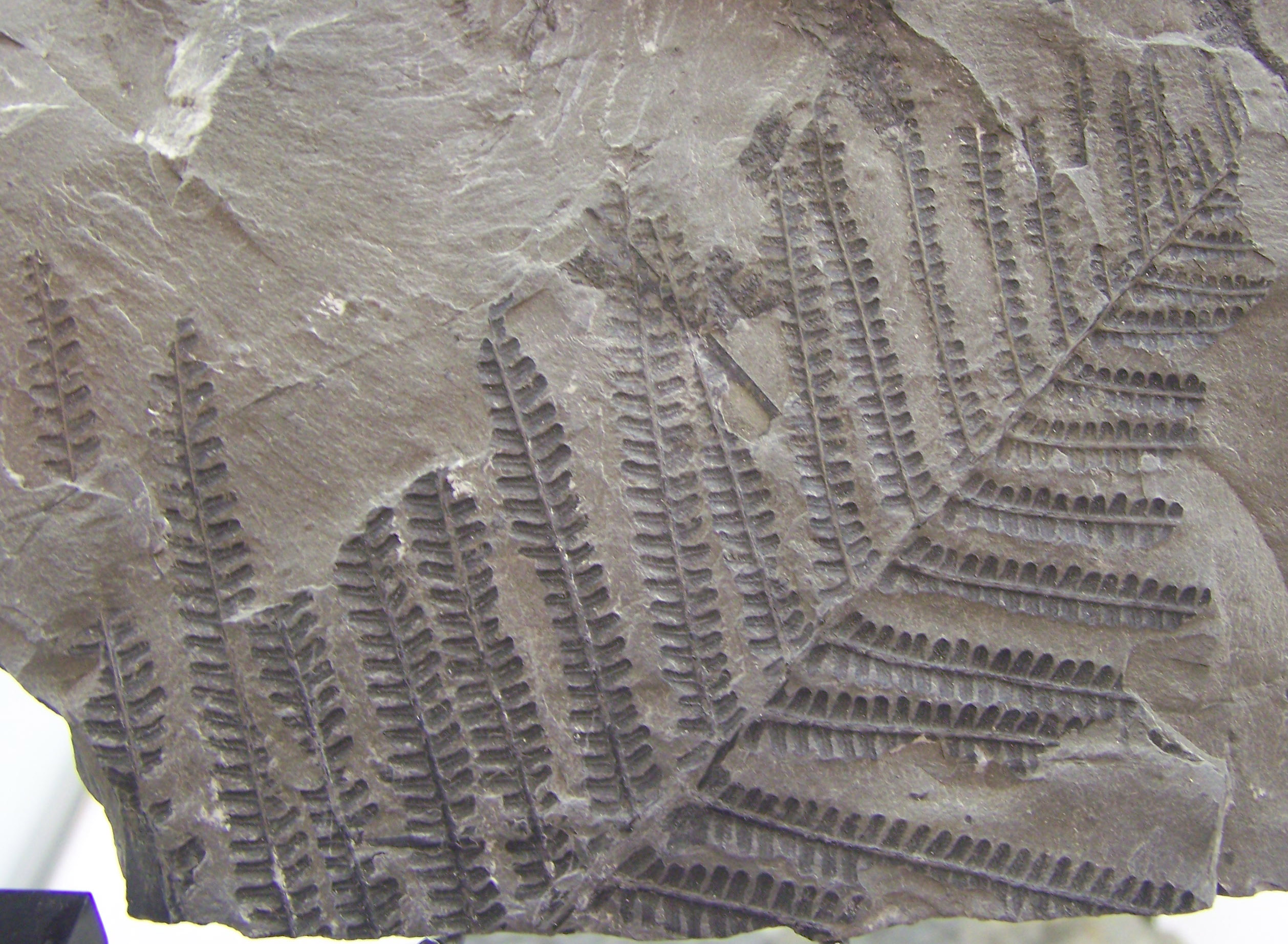
Pecopteris arborescens

## Determinatie

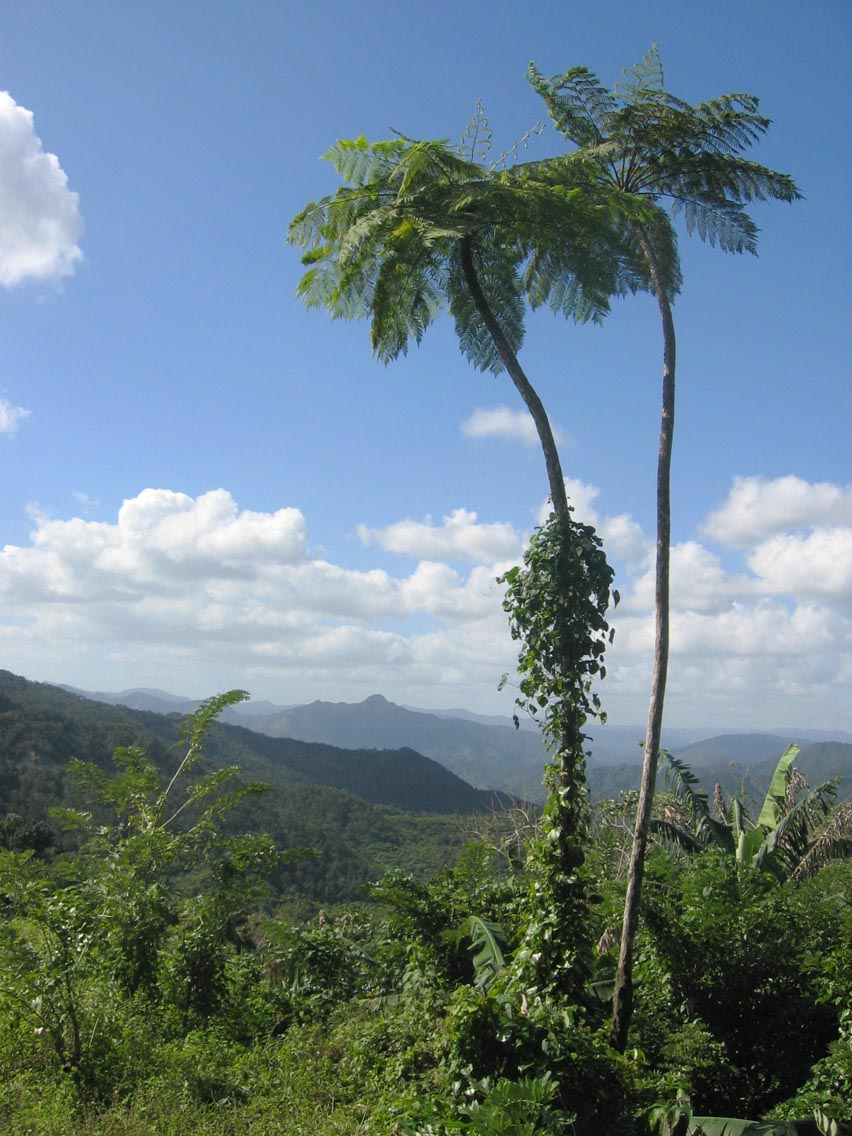
Een boomvaren uit het geslacht Cyathea een afstammeling van Psaronius

Het determineren van de verschillende soorten planten (plantfossielen) is moeilijk, omdat op land voorkomende soorten zelden fossiliseren en omdat gevonden fossielen zelden compleet zijn. Een gevonden plantfossiel is gewoonlijk een deel van een blad of een afdruk daarvan(die bij sommige soorten 3 meter lang kon worden), of een afdruk van een deel van de stam (die bij sommige Wolfsklauwachtigen 30 meter lang waren). De in het verleden omschreven verschillende soorten bleken na onderzoek van nieuwe vondsten van fossielen die groter of completer waren, vaak van dezelfde soort te zijn. Een mooi voorbeeld hierbij zijn de geslachten Pecopteris (Sternberg, 1825) een varen en Psaronius (Cotta, 1932) tot dan niet beter bekend als een palmvaren, die ruim honderd jaar als verschillende soorten zijn omschreven en die na de vondst van de top van de stam met nog aangehechte bladeren tot dezelfde soort behoorden, deze vondst heeft tot een geheel nieuwe plantengroep geleid: de boomvarens.
Een andere problematische groep zijn de varens en varenachtigen (sporenplanten) en zaadvarens), soorten uit deze twee groepen zijn qua uiterlijk niet van elkaar te onderscheiden, tenzij er een exemplaar gevonden wordt waarbij hetzij de sporangia, hetzij zaadknoppen gevonden worden. Een bijkomend probleem is, dat zowel deze varen- als zaadvarensoorten, vruchtbare- (mét sporangia of zaadknoppen) én onvruchtbare bladeren (zonder sporenzakjes of zaadknoppen) bezit. Fossiele varens en zaadvarens werden daarom ook wel in één groep geplaatst.

## Classificatie
Een classificatie van de fossiel bekende planten wordt bemoeilijkt, doordat er geen direct onderzoek aan de planten zelf gedaan kan worden, en men beperkt is tot het vergelijken van de morfologie en de anatomie van de fossielen met die van levende planten. Veel groepen kwamen niet tegelijkertijd in één periode voor, terwijl de éne groep voor het eerst voorkwam was de ander alweer uitgestorven.

### Indeling
| Fylogenetische stamboom van de Embryophyta tot aan de Spermatophyta |
| --- |
| - Embryophyta (landplanten) - Stam Marchantiophyta (Stotler & Crandall-Stotler 1977) (→ mossen s.l., bryofyten) - - Stam Bryophyta (Schimper 1836) (→ mossen s.l., bryofyten) - - Stam Anthocerotophyta (Stotler & Crandall-Stotler 1977) (→ mossen s.l., bryofyten) - Tracheophyta, (vaatplanten) - † Horneophyton (→ Rhyniophyta) - - † Aglaophyton (→ Rhyniophyta) - - † Rhyniales (→ Rhyniophyta) - - - † Stam Zosterophyllophyta (Banks 1975) - Stam Lycopodophyta (Cronquist & al. 1966) - Euphyllophyta (Kenrick & Crane 1997) - † Stam Trimerophytophyta (Banks 1975) - - Cladoxylidopsida - - Coenopteridopsida - - Stam Pteridophyta (Schimper 1879), varens - Psilotopsida - Ophioglossales - Psilotales - - - Equisetopsida - Marattiopsida - Polypodiopsida (leptosporangiate varens) - Lignophyta - † Aneurophytales (→ Progymnospermophyta) - - - † Protopityales (→ Progymnospermophyta) - † Archaeopteridales (→ Progymnospermophyta) - Spermatophyta, zaadplanten |
| taxonomische groep; benoemde clade (een monofyletische groep) (→ behoort tot de ...) wordt ook gerekend tot een polyfyletische groep |

Een sterk verouderde indeling is gebaseerd op E.Armand (1810) en vereenvoudigd weergegeven (zonder families en geslachten).

## Oudste landplanten

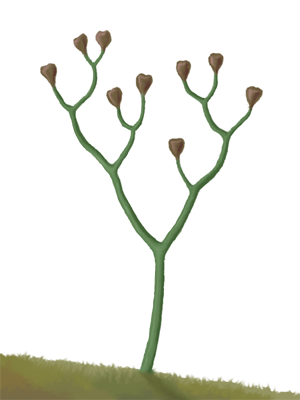
Cooksonia oudst bekende plantensoort uit het Siluur

De tot oktober 2010 oudst bekende fossielen van landplanten Cooksonia (gevonden in Ierland en Schotland) zijn gedateerd op ongeveer 425 miljoen jaar (Midden Siluur tot het Vroeg-Devoon) het waren kleine planten die op zeewier leken; het waren sporenplanten. Toen ontdekten Argentijnse en Belgische wetenschappers in het noordwesten van Argentinië een plantenfossiel van 472 miljoen jaar oud, waarschijnlijk een soort levermos. Tot dan toe nam men aan, dat de eerste landplant zich pas 462 miljoen jaar geleden ontwikkelde; dit betekent dat landplanten minstens 10 miljoen jaar ouder zijn dan tot nu toe werd verondersteld. Tot in het Carboon kwamen alleen sporenplanten voor.